# Оскар (фильм, 1991)
«Оскар» (англ. Oscar) —комедийный кинофильм 1991 года режиссёра Джона Лэндиса. Фильм иногда называют голливудским ремейком одноимённого фильма 1967 года, хотя на самом деле он снят на основе той же пьесы Клода Манье.
Фильм стал первой попыткой Сильвестра Сталлоне сняться в комедийной роли.
Несмотря на то, что фильм в течение двух недель был номером один в американском прокате, его кассовые сборы небольшие — лишь $23,5 млн, что не позволило окупить бюджет в $35 млн.

## Сюжет
Гангстер Снэпс (Щелкун, кличка происходит от привычки Проволоне щёлкать пальцами) Анджело Проволоне (Сильвестр Сталлоне) обещал своему умирающему отцу (Кирк Дуглас), что он оставит криминальное прошлое и займётся честным бизнесом.
Спустя месяц он готовится принять у себя банкиров, чтобы купить долю в их бизнесе и войти в правление банка — заняться серьёзным бизнесом.
Однако утром судьбоносного дня в доме Анджело Проволоне появляется Энтони Розано (Винсент Спано), молодой бухгалтер Снэпса. Скромный служащий обращается к нему с просьбой увеличить ему зарплату. Деньги ему нужны потому, что он собирается жениться на дочери Анджело. После свадьбы он готов вернуть $50000, которые он украл у Проволоне.
Дочь Снэпса, Лиза, несколько месяцев назад имела исключительно платонический роман с шофером своего отца Оскаром. Потому, когда к ней врывается Снэпс с обвинениями, что она тайком встречается с «его служащим», Лиза думает о том, что её руки просит Оскар.
В течение фильма горничная Анджело пытается сказать ему, что собирается уволиться, но тот постоянно игнорирует её. В отместку она подговаривает Лизу, которая переживает, что отец откажется выдавать её замуж «за какого-то шофера», но мечтает при этом наконец-то вырваться из родительского дома, соврать отцу, что она беременна.
Тем временем в дом к Снэпсу приходит девушка по имени Тереза, которая признается, что это она встречалась с Энтони Розано, что она любит его, и, чтобы придать себе в глазах амбициозного бухгалтера побольше значимости, назвалась дочерью Снэпса Проволоне.
Снэпс понимает, что у него есть легкий способ получить назад свои $50000 долларов, но при этом не выдавать замуж Лизу…
Анджело решил вопрос со своими $50000, но у него новая проблема: беременная незамужняя дочь — позор семьи.
Однако и тут Снэпс находит выход: Торнтон Пул, преподаватель правильного произношения, нанятый Анджело, чтобы он «поработал» с его речью (ведь респектабельный бизнесмен должен изъясняться вовсе не так, как это делал гангстер) — вот прекрасная партия для его Лизы. Дело за малым — уговорить доктора Пула…
Однако успеть всё в один день не так-то просто. Приходит наниматься на работу новая горничная, которая при этом оказывается бывшей пассией самого Снэпса и по совместительству матерью Терезы, выдававшей себя за дочь Анджело Проволоне… И, как выясняется, она всё-таки дочь Анджело. При этом жена Снэпса София успела переговорить с Энтони Розано, который поставил её в известность о том, что женится на её дочери, при этом Лиза говорит, что она выходит замуж за Оскара да ещё беременна от него, и Софии очень интересно, что это у её мужа за новая дочь, «которая не Лиза» и на которой женится Энтони.
Кроме того, за домом Снэпса следят сразу две группы — под предводительством бывшего конкурента Снэпса гангстера Вендетти, который не верит, что Снэпс ушёл на покой, и думает, что Снэпс, наоборот, «что-то затевает», и готовится нанести удар по «логову Проволоне»; и под предводительством лейтенанта чикагской полиции Туи, который также не верит в то, что Снэпс отошёл от дел, и так же подозревает, что Снэпс «что-то задумал», и поэтому, наблюдая суету в доме Снэпса, ждет малейшего повода, чтобы «повязать всю шайку».
Да и банкиры, с которыми намерен встретиться Снэпс, тоже не так просты — они нуждаются в деньгах Анджело, но не готовы пускать гангстера в свой респектабельный бизнес.
Ещё больше запутывают все и братья Фануччи — первоклассные портные, которые весь день крутятся в доме Проволоне с новым костюмом Анджело и мыслями о том, как бы получить побольше денег, и подручные Анджело, бывшие головорезы, ныне исполняющие должности камердинера, дворецкого и лакея — они все время не могут запомнить, что босса больше нельзя звать «босс», а в доме лучше не хранить оружие.

## В ролях
- Сильвестр Сталлоне — «Снэпс» Анджело Проволоне
- Мариса Томей — Лиза Проволоне
- Орнелла Мути — София Проволоне
- Кирк Дуглас — Эдуардо Проволоне
- Линда Грей — Роксанна
- Питер Ригерт — Альдо
- Чезз Палминтери — Конни
- Тим Карри— Торнтон Пул
- Джой Траволта — Эйс
- Пол Греко — Шимер
- Ричард Фороньи — Наки
- Ивонн де Карло — Тётя Роза
- Дон Амичи — Отец Клементо
- Ричард Романус — Вендетти
- Арлин Соркин — Маникюрша Вендетти
- Эдди Брэкен — Чарли-Пять-Звёзд
- Тони Манафо — Фрэнки-Разрушитель